# Лойтерсхаузен
Лойтерсхаузен (нем. Leutershausen) — город в Германии, в земле Бавария.
Подчинён административному округу Средняя Франкония. Входит в состав района Ансбах. Население составляет 5549 человек (на 31 декабря 2010 года). Занимает площадь 84,11 км². Официальный код — 09 5 71 174.
Город подразделяется на 50 городских районов.

## Население

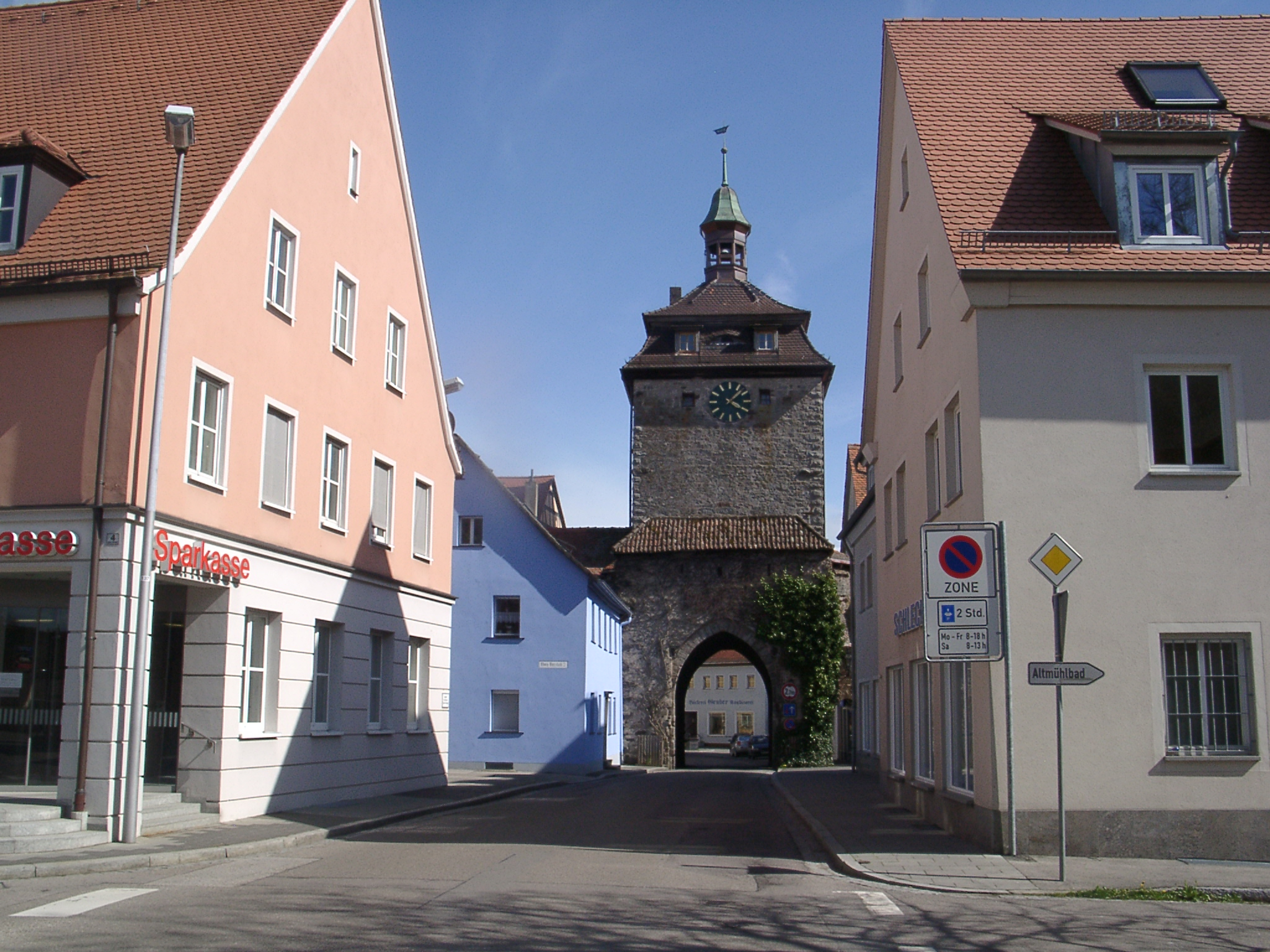
Верхние северные городские ворота с надвратной башней в Лойтерсхаузене.
Средние века, последующая достройка в XVIII в.

По оценке на 31 декабря 2015 года население общины Лойтерсхаузен составляет 5556 чел. 

| Дата      | 1840 | 1871 | 1900 | 1925 | 1939 | 1950 | 1961 | 1970 | 1987 | 2011 |
| --------- | ---- | ---- | ---- | ---- | ---- | ---- | ---- | ---- | ---- | ---- |
| Население | 4502 | 4544 | 4518 | 4444 | 4356 | 6454 | 5220 | 5268 | 5052 | 5518 |

| Год       | 1960 | 1970 | 1980 | 1990 | 2000 | 2009 | 2010 | 2011 | 2012 | 2013 | 2014 | 2015 |
| --------- | ---- | ---- | ---- | ---- | ---- | ---- | ---- | ---- | ---- | ---- | ---- | ---- |
| Население | 5247 | 5259 | 5002 | 5136 | 5622 | 5564 | 5549 | 5481 | 5488 | 5463 | 5460 | 5556 |